# Sung Yu-Chi
Sung Yu-Chi (Shulin, 16 de enero de 1982) es un deportista taiwanés que compitió en taekwondo.
Participó en los Juegos Olímpicos de Pekín 2008, obteniendo una medalla de bronce en la categoría de –68 kg. En los Juegos Asiáticos de 2002 consiguió una medalla de plata.
Ganó una medalla en el Campeonato Mundial de Taekwondo de 2007, y dos medallas en el Campeonato Asiático de Taekwondo en los años 2002 y 2004.

## Palmarés internacional
| Representando a China Taipéi |                          |                   |           |
| Juegos Olímpicos             |                          |                   |           |
| Año                          | Lugar                    | Medalla           | Categoría |
| 2008                         | Pekín (China)            | Medalla de bronce | –68 kg    |
| Campeonato Mundial           |                          |                   |           |
| Año                          | Lugar                    | Medalla           | Categoría |
| 2007                         | Pekín (China)            | Medalla de oro    | –72 kg    |
| Juegos Asiáticos             |                          |                   |           |
| Año                          | Lugar                    | Medalla           | Categoría |
| 2002                         | Busan (Corea del Sur)    | Medalla de plata  | –67 kg    |
| Campeonato Asiático          |                          |                   |           |
| Año                          | Lugar                    | Medalla           | Categoría |
| 2002                         | Amán (Jordania)          | Medalla de plata  | –67 kg    |
| 2004                         | Seongnam (Corea del Sur) | Medalla de bronce | –67 kg    |